# Paratachycines thailandensis
Paratachycines thailandensis är en insektsart som beskrevs av Andrej Vasiljevitj Gorochov 2002. Paratachycines thailandensis ingår i släktet Paratachycines och familjen grottvårtbitare. Inga underarter finns listade i Catalogue of Life.